# KHL
KHL（日: コンチネンタル・ホッケー・リーグ、英: Kontinental Hockey League、露: Континентальная Хоккейная Лига）は、ロシア・ベラルーシ・カザフスタン・中国で構成されているプロアイスホッケーリーグである。
北米のナショナルホッケーリーグ(NHL)に次いで世界で2番目にレベルの高いアイスホッケーリーグと考えられている。

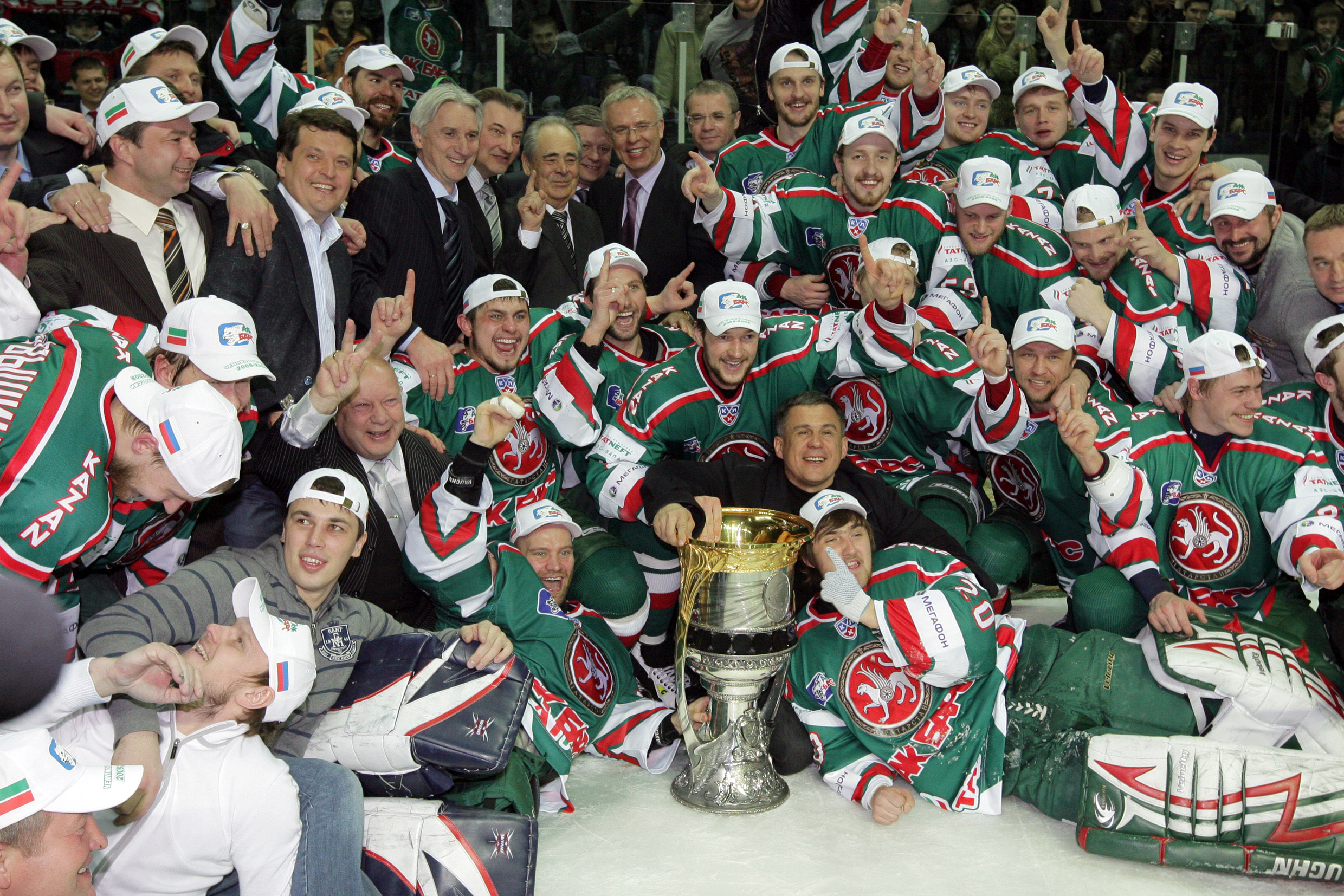
2009年、ガガーリン・カップで優勝したアクバルス・カザン

## 歴史

### 開幕まで
1996年にインターナショナル・ホッケーリーグ（IHL)が解体した後、CISの強豪クラブは自国のリーグへ戻っていった。2005年10月、ロシアスポーツ省の大臣だったヴャチェスラフ・フェティソフはロシア、ベラルーシ、カザフスタン、ラトビア、ウクライナ、更に将来の展望として西欧および極東諸国も含めたクラブ統一リーグ構想を提案し、ユーラシア・ホッケーリーグと呼ばれた。 フェティソフ大臣は日本、中国、韓国のチーム加入も視野に入れていた。フェティソフ大臣の構想では、それは一国のアイスホッケー連盟、特にロシアアイスホッケー連盟からもPHL（プロフェッショナルホッケーリーグ、当時のロシアスーパーリーグを主催していた組織）からも独立し、ナショナル・ホッケーリーグ(NHL)のような商業モデルを志向したリーグだった。9つのクラブが加入の意思について契約に署名した。新しいリーグは2006-2007年の最初のシーズンに12チームで開幕し、将来は20チーム以上に拡大する予定だった。 しかしそのシーズンに計画は開始できなかった。翌シーズンの2007-2008年はこの構想は論争の的となったが、やはりリーグは開幕しなかった。ついに2008年2月、ロシアアイスホッケー連盟の反対にもかかわらずリーグの開幕が決定され、当初はオープン・ロシア・ホッケーリーグ（ORHL)と呼ばれたが、結果としてコンチネンタル・ホッケー・リーグ(KHL)という名称に決定した。KHLの会長になったのはアレクサンドル・メドヴェージェフで、取締役会の議長はヴャチェスラフ・フェティソフになった。この計画ではユーラシア・ホッケーリグのために提案された構想ほぼすべてが実現した。それはCIS、将来の西欧のクラブの参加、ジュニア選手のドラフト、ディビジョンとコンファレンスの分類、年俸の上限、記念カップ、インフラに関するクラブ側への厳しい規格、どちらかが4勝するまで続く長いプレーオフである。ユーラシア・ホッケーリーグ構想との唯一の大きな相違は、ユーラシア・ホッケーリーグでは当初ロシアスーパーリーグから複数のクラブを引き抜く計画だったのが、スーパーリーグに加入していた全クラブがKHLに加入したことであった。

### 開幕
KHLは2008年にロシアスーパーリーグを基礎として発足した。当時24チームで発足し、そのうち21チームがロシアのクラブであり、ベラルーシ、カザフスタン、ラトビアからは1チームずつがKHLに加入した。2008年9月2日、ディナモ・リガのアレクサンドル・ニジヴィーがアムール・ハバロフスクとの試合でKHLが発足して初のゴールを決めた。
リーグ優勝チームにはガガーリン・カップが授与されるとともに、クラブの国籍に関係なくロシア国内チャンピオンとして認定される。2009年4月12日、アクバルス・カザンがシーズン2008-2009においてKHL史上初のガガーリン・カップ優勝を成し遂げた。
2014-15シーズンより、2014年ソチオリンピックが開催されたソチに新チームが発足、新たにフィンランド国内リーグから1チーム移籍し、ロシア下部リーグより1チームが復帰するも、財政難から2チームが不参加、ウクライナ情勢により1チームが参加を見送り、合計チームは28のままで開幕した。

### 拡大
2009-2010シーズンの始めからリーグには別のクラブも加入するようになった。　大会から脱退したヒミク・ヴォスクレセンスク(モスクワ州）に代わってエカテリンブルクのアフトモビリストが加入。
2010年,2008-2009シーズンと2009-2010シーズンのマイナーリーグ覇者ユグラがKHLに加入した。一方で財政的な問題からラーダはKHLを脱退することを余儀なくされた。また、MVD（バラシハ、モスクワ州）はHCディナモ・モスクワと合併後に解散した。
- 2011年5月9日、ブラチスラヴァで特別なブリーフィングが行われ、その席でKHLの会長アレクサンドル・メドヴェージェフはレフ(ポプラト、スロバキア)が2011-2012シーズンからKHLに加入することを正式に発表。ロコモティフ・ヤロスラヴリは2011年9月7日に起きたヤロスラヴリ旅客機墜落事故のため、KHLでシーズンを欠場した。

- 2012-2013シーズンにロコモティフフは再び発足してKHLに復帰。またスロヴァン・ブラチスラヴァ（スロバキア）とドンバス・ドネツク（ウクライナ）もKHLに加入。レフは拠点をポプラトからプラハに移したが、スロバキアのクラブの後継ではなくなった。

- 2013-2014シーズンにアドミラル・ウラジオストクとメドヴェシュチャク・ザグレブ(クロアチア）の2チームが加入した。

- 2014-2015シーズンにはラーダ・トリアッティ、ヨケリト・ヘルシンキ、そしてソチ五輪後に発足したソチが加入した。一方でこのシーズンはレフ、ドンバス、スパルタクの3チームがKHLを欠場した。

- 2015-2016シーズンにはスパルタクはKHLに復帰し、アトラントが欠場した。

- 2015-16シーズンは前シーズンに不参加だったHCスパルタクが復帰し、財政難によりアトラントが参加を見送り、合計チームは28のまま開幕した。

- 2016-17シーズンは新設されたクンルン・レッドスター北京が加入。

- 2017-18シーズンはメタルルグ・ノヴォクズネツクとメドヴェシュチャク・ザグレブが財政難によりKHLを脱退した。[9]

### アジアへ拡大
2016年6月25日、KHLの取締役会は北京のアイスホッケークラブ、レッドスター・クンルン(Red Star Kunlun)のKHL加入申請を受理した。同日、ロシアのウラジーミル・プーチン大統領の訪中行事の一環として、プーチン大統領と習近平総書記立ち合いの下、北京においてKHLのティムチェンコCEOとレッドスター・クンルンのCEOであるNgok Jen Jüが加入に関する契約書に署名をした。レッドスター・クンルンはKHL初の中国チームとして、シーズン2016/17からKHLの定期試合に参戦する。　

### ロシアによるウクライナ侵攻の影響
2014-15シーズンにはウクライナのドネツィクを本拠地とするHCドンバスがドンバス戦争を期にリーグから撤退。
2021-22シーズンのプレーオフに入る直前である2月25日にフィンランドから参戦していたHCヨケリトは、ロシアによるウクライナ侵攻に抗議するためプレーオフラウンド進出が決まっていたが、そこからの撤退を決めた。
2月27日にはラトビアから参戦していたディナモ・リガがリーグ撤退を発表。
さらに、3月8日にはNHLとの取引が停止された。

## シーズンの仕組み
リーグは東西の2つのコンファレンスと、4つのディヴィジョンに分けられる。東部コンファレンスはハルラーモフ・ディヴィジョンとチェルニショフ・ディヴィジョン、西部コンファレンスはタラソフ・ディヴィジョンとボブロフ・ディヴィジョンに分かれている。
4つのディヴィジョンにはソ連の偉大なアイスホッケー選手やコーチの名前が付けられた。
- ワレリー・ハルラモフ：1970-1980年代に活躍したCSKAの選手
- アルカジー・チェルニショフ：ディナモ・モスクワの選手で監督
- フセヴォロド・ボブロフ：アイスホッケーとサッカーの両方で大成したスパルタクの選手で監督
- アナトリー・タラソフ：CSKAとソ連代表の監督

### レギュラーシーズン
シーズン2014/15にKHLは28クラブで開幕した。各クラブはすべての対戦相手と2回ずつ(ホームとアウェーで1試合ずつ）の試合（合計54試合）を行い、さらに6試合を同じディヴィジョンのクラブと行う。したがって定期試合で各チームがこなす試合は合計60試合になる。
- 60分で勝利した場合は勝ち点3を獲得する。試合がオーバータイムになった場合、両チームに勝ち点1が与えられる。オーバータイムまたはゲームウィニング・ショットで勝利した場合は勝ち点1が追加される。

順位の決定
1.ディヴィジョン、コンファレンス、リーグの総合順位は定期試合の勝ち点の合計で決まる。
2.ディヴィジョン・コンファレンス・リーグ表で複数のチームが勝ち点で並んだ場合、以下のチームを上位とする。
- 1)60分間で勝利した回数が多いチーム。
- 2)60分間の勝利回数が等しい場合、オーバータイムで勝利した回数が多いチーム。
- 3)オーバータイムの勝利回数が等しい場合、ゲームウィニング・ショットで勝利した回数が多いチーム。
- 4)ゲームウィニング・ショットの勝利回数が等しい場合、得点が多い方のチーム。

1)～4)がすべて等しい場合はくじ引きによって順位を決定する。
3．コンファレンスの順位表では、2つのディヴィジョンでそれぞれ首位を占めるチームが勝ち点に関わらずコンファレンスの首位と2位になる。
- 定期試合でリーグ首位のチームはコンチネンタル・カップが授与される。

### プレーオフ
プレーオフに参加できるチーム
1.東西のコンファレンスからそれぞれ上位8チームがプレーオフに進出する。
2.同一のコンファレンスで各ディヴィジョン1位のチームがコンファレンス1位と2位となる。
3．各コンファレンスで3位から8位のチームはディヴィジョンに関係なく、コンファレンス全体の順位に従って決定する。
プレーオフの仕組み
1.各コンファレンスにおいて首位(1位)のチームは最下位(8位)のチームと、2位のチームは下から2番目(7位)のチームと対戦する。3位は6位、4位は5位と対戦する。
2．各コンファレンスでクウォーターファイナル(8チーム）、セミファイナル(4チーム）、ファイナル(2チーム）を行う。
3．プレーオフではどちらかのチームが4勝するまで行う。1つのラウンドで最大7試合になる。
4.東西の各コンファレンスのファイナルの勝者が対戦し、先に4勝した方がガガーリン・カップを授与される。
5.プレーオフにおいてはゲームウィニング・ショットは行わない。60分で勝負がつかない場合は20分間のオーバータイムを行う。以降、どちらかのチームが得点するまで20分ずつオーバータイムを行う。

## KHL所属チーム
| ディヴィジョン     | クラブ                             | 拠点都市               | 本拠地 (収容人数)                    | 創設               | 加入               | 監督                               | ジェネラルマネージャー       | ガガーリン・カップ最終優勝年度 |
| 西部コンファレンス | 西部コンファレンス                 | 西部コンファレンス     | 西部コンファレンス                   | 西部コンファレンス | 西部コンファレンス | 西部コンファレンス                 | 西部コンファレンス           | 西部コンファレンス             |
| ------------------ | ---------------------------------- | ---------------------- | ------------------------------------ | ------------------ | ------------------ | ---------------------------------- | ---------------------------- | ------------------------------ |
| ボブロフ           | HCディナモ・ミンスク               | ミンスク               | ミンスク・アリーナ (15 086)          | 1976               | 2008               | Craig Woodcroft                    | パーヴェル・ブルバ           | —                              |
| ボブロフ           | ヴィチャシ・ポドリスク             | ポドリスク             | アイスパレス・ヴィチャシ (5 500)     | 1997               | 2008               | Valery Belov                       | イーゴリ・ヴァリツキー       | —                              |
| ボブロフ           | HCディナモ・モスクワ               | モスクワ               | VTBアイスパレス (12 000)             | 1946               | 2008               | セルゲイ・オレーシキン             | アンドレイ・サフロノフ       | 2013                           |
| ボブロフ           | SKAサンクトペテルブルク            | サンクト・ペテルブルク | アイスパレス (12 500)                | 1946               | 2008               | Oleg Znarok                        | アンドレイ・トチツキー       | 2015                           |
| ボブロフ           | HCスパルタク・モスクワ             | モスクワ               | ルジニキ (8 512)                     | 1946               | 2008               | German Titov                       | アレクセイ・ジャムノフ       | —                              |
| タラソフ           | ロコモティフ・ヤロスラヴリ         | ヤロスラヴリ           | アリーナ 2000 (9 070)                | 1955               | 2008               | アレクセイ・クダショフ             | ユーリー・ルキン             | —                              |
| タラソフ           | セヴェルスタル・チェレボヴェツ     | チェレポヴェツ         | アイスパレス(6 064)                  | 1956               | 2008               | アレクサンドル・グリャフツェフ     | アレクセイ・コズネフ         | —                              |
| タラソフ           | HCソチ                             | ソチ                   | アイスパレス・ボリショイ (12 000)    | 2014               | 2014               | ヴャツェスラフ・ブツァエフ         | ヴャツェスラフ・ブツァエフ   | —                              |
| タラソフ           | トルペド・ニジニ・ノブゴロド       | ニージニー・ノブゴロド | スポーツパレス・ナゴールヌイ (5 500) | 1946               | 2008               | ペテリス・スクドラ                 | ビクトル・ハリトノフ         | —                              |
| タラソフ           | HC CSKAモスクワ                    | モスクワ               | CSKAアイスパレス (5 600)             | 1946               | 2008               | ドミトリー・クワルタリノフ         | セルゲイ・フョードロフ       | —                              |
| 東部コンファレンス |                                    |                        |                                      |                    |                    |                                    |                              |                                |
| ハルラーモフ       | アフトモビリスト・エカテリンブルク | エカテリンブルク       | KRKウラレツ (5 570)                  | 2006               | 2009               | アンドレイ・ラージン               | オレーグ・グロス             | —                              |
| ハルラーモフ       | アク・バルス・カザン               | カザン                 | タトネフチ・アリーナ(9 300)          | 1956               | 2008               | ジネトゥラ・ビリャレディノフ       | ジネトゥラ・ビリャレディノフ | 2010                           |
| ハルラーモフ       | レッドスター・クンルン             | 北京                   | 五棵松体育館 (18,000)                | 2016               | 2016               | ウラジーミル・ユルジノフJr         |                              | —                              |
| ハルラーモフ       | ネフチェヒミク・ニジネカムスク     | ニジネカムスク         | SKKネフチェヒミク (6000)             | 1968               | 2008               | エフゲニー・ポピーヒン             | ビクトル・レヴィツキー       | —                              |
| ハルラーモフ       | トラクトル・チェリャビンスク       | チェリャビンスク       | アイスパレス・トラクトル(7 500)      | 1947               | 2008               | アンヴァル・ガティヤトゥリン       | エフゲニー・グバレフ         | —                              |
| ハルラーモフ       | ユグラ・ハンティ・マンシークス     | ハンティ・マンシースク | アリーナ・ユグラ (5 500)             | 2006               | 2010               | パーヴェル・エゾフスキフ           | エフゲニー・ハツェイ         | —                              |
| チェルニシェフ     | アヴァンギャルド・オムスク         | オムスク               | アリーナ・オムスク (10 318)          | 1950               | 2008               | フョードル・カナレイキン           |                              | —                              |
| チェルニシェフ     | アドミラル・ウラジオストク         | ウラジオストク         | フェティソフ・アリーナ(5 500)        | 2013               | 2013               | アレクサンドル・アンドリエフスキー | イリダル・ムホメトフ         | —                              |
| チェルニシェフ     | アムール・ハバロフスク             | ハバロフスク           | プラチナ・アリーナ (7 100)           | 1957               | 2008               | アンドレイ・ニコリシン             | アレクサンドル・モギリヌイ   | —                              |
| チェルニシェフ     | バリス・アスタナ                   | アスタナ               | バリス・アリーナ (12 000)            | 1999               | 2008               | アンドレイ・ナザロフ               | ワジム・グセイノフ           | —                              |
| チェルニシェフ     | サラヴァト・ユラーエフ・ウファ     | ウファ                 | ウファ・アリーナ (8 070)             | 1961               | 2008               | イーゴリ・ザハルキン               | レオニード・ヴァイスフェルド | 2011                           |
| チェルニシェフ     | シビル・ノヴォシビルスク           | ノヴォシビルスク       | アイスパレス・シビル(7 384)          | 1962               | 2008               | アンドレイ・スカベルカ             | キリル・ファストフスキー     | —                              |

### 2014－15シーズン不参加
- HCレフ・プラハ（プラハ）　※財政難
- HCスパルタク・モスクワ（モスクワ）　※財政難
- HCドンバス（ドネツィク）　※国内情勢

### 2015-16シーズン不参加
- アトラント（モスクワ州）

## KHL加入クラブの変遷
2008年にKHLが発足して以来、のべ35チームが加入してきた。そのうち22チームが少なくとも1回はプレーオフに進出している。
以下に掲げる表はシーズンごとのレギュラーシーズンにおける各クラブの順位を数字で、プレーオフの成績を色で示している。
| チーム                         | チーム                       | 2009 | 2010 | 2011 | 2012 | 2013 | 2014 | 2015 | 2016 | 2017 | 2018 |
| ------------------------------ | ---------------------------- | ---- | ---- | ---- | ---- | ---- | ---- | ---- | ---- | ---- | ---- |
|                                | アク・バルス・カザン         | 2    | 8    | 4    | 6    | 2    | 4    | 4    | 12   | 7    |      |
| メタルルグ・マグニトゴルスク   | 6                            | 3    | 5    | 4    | 7    | 2    | 6    | 8    | 3    |      |      |
| HCディナモ・モスクワ*          | 7                            | 5    | 6    | 3    | 4    | 1    | 3    | 6    | 4    |      |      |
| SKAサンクトペテルブルク        | 8                            | 2    | 7    | 2    | 1    | 3    | 2    | 10   | 2    |      |      |
| サラヴァト・ユラーエフ・ウファ | 1                            | 1    | 2    | 8    | 9    | 8    | 14   | 9    | 15   |      |      |
|                                | ロコモティフ・ヤロスラヴリ   | 3    | 7    | 3    |      | 8    | 15   | 10   | 2    | 5    |      |
| HC CSKAモスクワ                | 4                            | 12   | 19   | 18   | 6    | 12   | 1    | 1    | 1    |      |      |
| トラクトル                     | 12                           | 18   | 18   | 1    | 5    | 19   | 15   | 19   | 10   |      |      |
| アヴァンギャルド               | 16                           | 11   | 1    | 5    | 3    | 20   | 8    | 5    | 6    |      |      |
| アトラント                     | 5                            | 6    | 8    | 9    | 17   | 17   | 16   |      |      |      |      |
| レフ・プラハ                   |                              |      |      |      | 15   | 5    |      |      |      |      |      |
| HC MVD                         | 18                           | 4    |      |      |      |      |      |      |      |      |      |
|                                | シビリ                       | 19   | 20   | 11   | 20   | 12   | 13   | 7    | 7    | 19   |      |
|                                | HCヨケリト                   |      |      |      |      |      |      | 5    | 3    | 12   |      |
| ネフチェヒミク                 | 14                           | 9    | 15   | 17   | 14   | 25   | 22   | 16   | 20   |      |      |
| ドンバス                       |                              |      |      |      | 18   | 6    |      |      |      |      |      |
| スパルタク                     | 9                            | 10   | 12   | 19   | 23   | 23   |      | 21   | 26   |      |      |
| トルペード                     | 11                           | 15   | 17   | 7    | 20   | 9    | 12   | 11   | 9    |      |      |
| バリス                         | 15                           | 14   | 14   | 10   | 10   | 7    | 11   | 17   | 13   |      |      |
| ディナモ・リガ                 | 10                           | 13   | 13   | 15   | 24   | 10   | 21   | 22   | 28   |      |      |
| セーヴェルスタル               | 17                           | 16   | 9    | 11   | 11   | 18   | 17   | 27   | 23   |      |      |
|                                | ディナモ・ミンスク           | 22   | 17   | 16   | 13   | 19   | 26   | 9    | 18   | 8    |      |
| ソチ                           |                              |      |      |      |      |      | 13   | 4    | 14   |      |      |
| ユグラ                         |                              |      | 10   | 14   | 16   | 22   | 25   | 23   | 25   |      |      |
| アムール                       | 20                           | 21   | 22   | 12   | 25   | 28   | 28   | 25   | 22   |      |      |
| スロヴァン                     |                              |      |      |      | 13   | 21   | 26   | 15   | 17   |      |      |
| アドミラル                     |                              |      |      |      |      | 16   | 19   | 13   | 16   |      |      |
| メドヴェシュチャク             |                              |      |      |      |      | 11   | 23   | 20   | 24   |      |      |
| アフトモビリスト               |                              | 19   | 20   | 22   | 26   | 14   | 18   | 14   | 21   |      |      |
| ラーダ                         | 13                           | 22   |      |      |      |      | 24   | 26   | 27   |      |      |
| ヴィーチャシ                   | 23                           | 23   | 21   | 23   | 22   | 24   | 20   | 24   | 11   |      |      |
| クンルン・レッドスター         |                              |      |      |      |      |      |      |      | 18   |      |      |
|                                | メタルルグ・ノヴォクズネツク | 21   | 24   | 23   | 16   | 21   | 27   | 27   | 28   | 29   |      |
| レフ・ポプラド                 |                              |      |      | 21   |      |      |      |      |      |      |      |
| ヒミク                         | 24                           |      |      |      |      |      |      |      |      |      |      |

| カラー | 意味                             |
| ------ | -------------------------------- |
| 赤     | ガガーリンカップ優勝             |
| 黄     | ガガーリンカップ準優勝           |
| 緑     | コンファレンスファイナル進出     |
| 紺     | コンファレンスセミファイナル進出 |
| 青     | プレーオフ進出                   |
| 紫     | ナジェージダ・カップ優勝         |
| 灰     | プレーオフ未出場                 |
| 薄墨   | 当該シーズン未出場               |

* ディナモ・モスクワの出場歴は2010年のHC MVDとの合併前も含む。

## ダービー
特定のクラブ同士の対戦はダービーと呼ばれ、人気が高くチケットも高騰する。以下のようなダービーが知られている。
- モスクワ・ダービー - CSKAモスクワ、ディナモ・モスクワ、スパルタクの3チームの対戦。いずれも首都モスクワのクラブであることから、スタリーチノエ(首都)・ダービーとも呼ばれる。

- アーミー・ダービー - HC CSKAモスクワとSKAサンクトペテルブルクの対戦。CSKAはセントラル・スポーツ・クラブ・オブ・アーミー、SKAはスポーツ・クラブ・オブ・アーミーを意味し、どちらも軍起源のクラブであることからこのように呼ばれる。試合開始前のセレモニーには軍楽隊の演奏も行われる。モスクワにあるCSKAアイスパレスは観客収容人数が5,600人で（KHL所属クラブのアリーナの中では）かなり小さい部類に入るため、モスクワでアーミー・ダービーのチケットを入手するのは極めて困難。

- 2つの首都のダービー - ディナモ・モスクワとSKAサンクトペテルブルクの対戦。サンクトペテルブルクがかつてロシアの首都であったことからこう呼ばれる。

- ディナモ・ダービー - KHLに所属するディナモの名を冠する3クラブ（モスクワ、ミンスク、リガ）の対戦。

- ウラル・ダービー - ウラル地方に拠点を持つ3クラブ、アフトモビリスト（エカテリンブルク）、メタルルグ・マグニトゴルスク、トラクトル（チェリャビンスク）の対戦。

- シベリア・ダービー - シベリアの２つの強豪クラブ、シビル（ノヴォシビルスク）とアヴァンギャルド（オムスク）の対戦。

- グリーン・ダービー - アクバルス(カザン）とサラワト・ユラエフ(ウファ)の対戦。由来はどちらも緑色のユニフォームを着用することから。またカザンはタタルスタン共和国、ウファはバシコルトスタン共和国と共にロシアの自治共和国の首都であることも両チームのライバル心を高めている。

- その他のライバル対決 - 特定のダービーの名前はないが、ディナモ・モスクワとロコモティフはそれぞれのライバルと言われており、両チームの対戦は毎回白熱する。

## オールスター戦
- 2009年に赤の広場で初開催された試合。2011年以降は東軍VS西軍の試合として行われている。
- 2017年は形式が変わり、4つのディヴィジョンごとにオールスターチームが作られた。まず東西それぞれ2つのディヴィジョン同士で準決勝を行い、それぞれの試合で勝ったチームが東西の代表として決勝を争った。　1日に2試合を行うため試合時間は20分（10分×2）で行われた。[17]また、KHLのジュニアリーグにあたるJHL (ロシア)から各ディヴィジョンに1人ずつの選手が選出された。 [18]

| 年度   | 日時    | 会場                                         | チーム1主将                    | 結果  | チーム2主将                   |
| ------ | ------- | -------------------------------------------- | ------------------------------ | ----- | ----------------------------- |
| 2009年 | 1月10日 | 赤の広場                                     | 世界選抜 ヤロミール・ヤーガー  | 7–6   | ロシア選抜 アレクセイ・ヤシン |
| 2010年 | 1月30日 | ミンスク・アリーナ                           | 世界選抜 ヤロミール・ヤーガー  | 11–8  | ロシア選抜 アレクセイ・ヤシン |
| 2011年 | 2月5日  | アイスパレス・サンクトペテルブルク           | 東軍 ヤロミール・ヤーガー      | 18–16 | 西軍 アレクセイ・ヤシン       |
| 2012年 | 1月21日 | アリーナ・リガ                               | 東軍 セルゲイ・フェドロフ      | 15–11 | 西軍 Sandis Ozoliņš           |
| 2013年 | 1月13日 | トラクトール・スポーツ宮殿, チェリャビンスク | 東軍 アレクセイ・モロゾフ      | 18–11 | 西軍 イリヤ・コワルチュク     |
| 2014年 | 1月11日 | ブラチスラヴァ スロフナフト・アリーナ        | 西軍 イリヤ・コワルチュク      | 18-16 | 東軍 セルゲイ・モジャーキン   |
| 2015年 | 1月25日 | ボリショイ・アイス・ドーム, ソチ             | 東軍                           | 18–16 | 西軍                          |
| 2016年 | 1月23日 | VTBアイスパレス, モスクワ                    | 西軍                           | 28-23 | 東軍                          |
| 2017年 | 1月22日 | ウファ・アリーナ, ウファ                     | チェルニショフ・ディヴィジョン | 3-2   | タラソフ・ディヴィジョン      |